# Сабово
Сабово (укр. Сабове) — село в Новоархангельской поселковой общине Голованевского района Кировоградской области Украины.
До 2020 года входило в Новоархангельский район.
Население по переписи 2001 года составляло 94 человека. Почтовый индекс — 26141. Телефонный код — 5255. Код КОАТУУ — 3523682703.